# Fire (komunikator internetowy)
Fire – multikomunikator internetowy działający pod kontrolą systemu operacyjnego OS X. Fire dystrybuowany jest na licencji GPL. 23 lutego 2007 poinformowano, że nowe wersje Fire nie będą tworzone.